# Samsung Galaxy Note 10
Galaxy Note10はサムスン電子が設計・開発・製造・発表・発売したスマートフォンである。Galaxy Note9の後継モデルとして2019年8月7日（現地時間）にニューヨークで開催された「Galaxy UNPACKED 2019」にて発表された。
Galaxy Note10とその大型・高機能モデルとなるGalaxy Note10+の2機種に加え、第5世代移動通信システム(5G)に対応したGalaxy Note10 5G、Galaxy Note10+ 5Gがある。

## 仕様

### ハードウェア

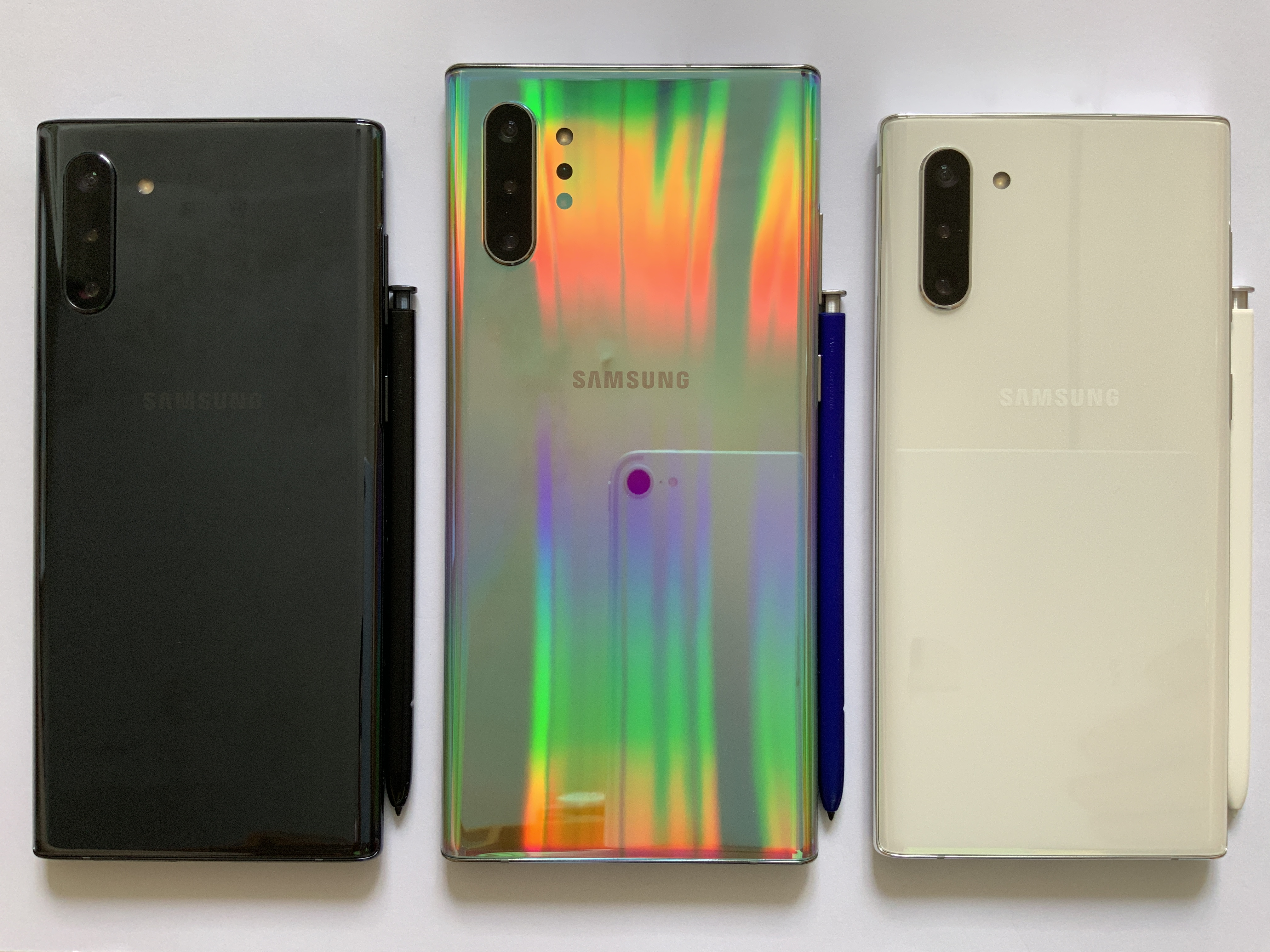
Galaxy Note10、Note10+（背面）

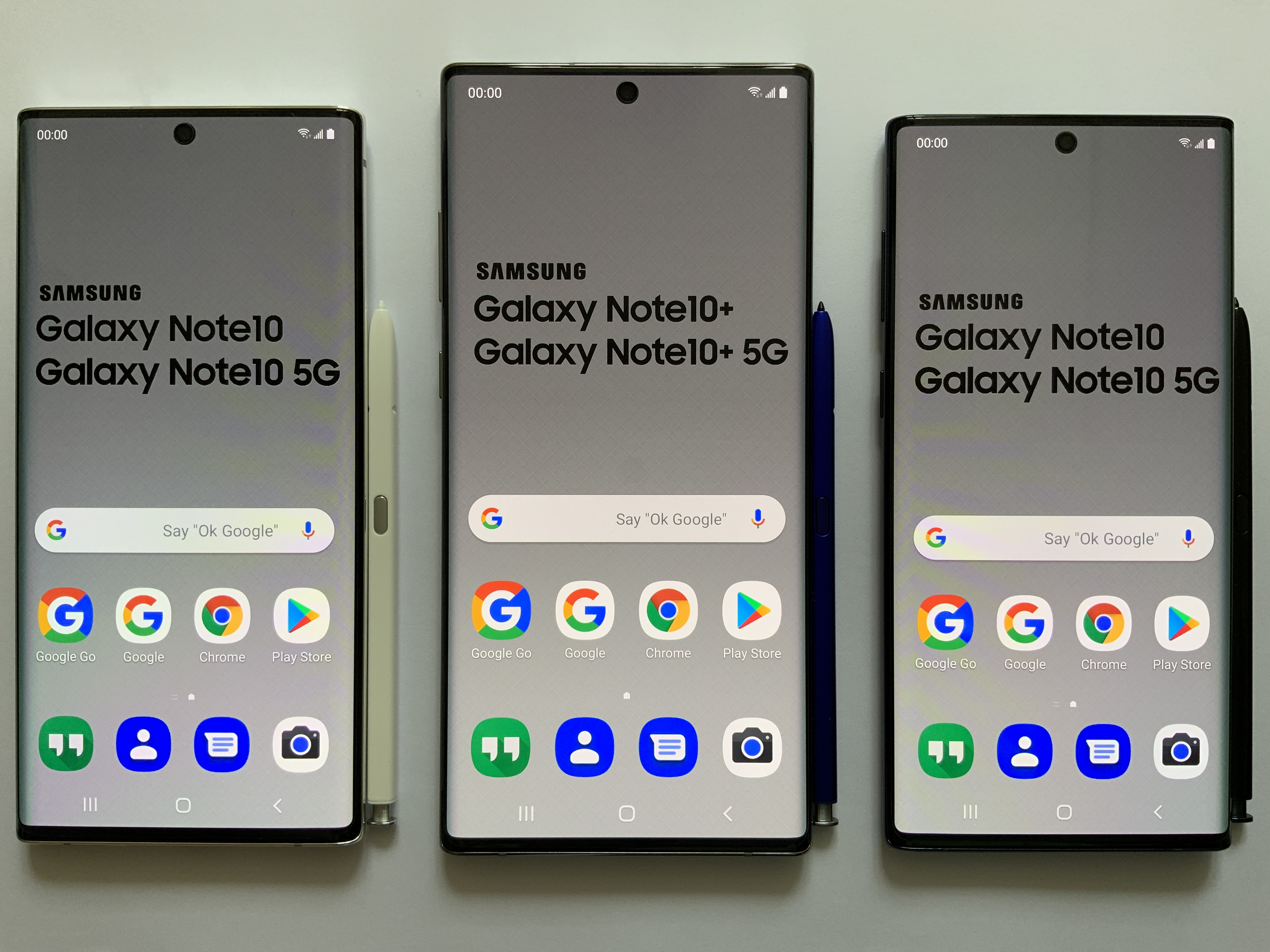
Galaxy Note10、Note10+（正面）

#### ディスプレイ
Galaxy S10シリーズに引き続き、エッジのある有機ELディスプレイである「Dynamic AMOLED」を搭載。ダイナミックトーンマッピング機能が追加されたHDR10+に対応する。また、インカメラがディスプレイ内にパンチホールとして存在する「Infinity-O Display」となっている。超音波式指紋認証スキャナーは画面下に配置され、画面上で指が触れることでロックを解除する。

#### デザイン
デザインテーマは、「The Power Is in Your Hands」。Galaxy Noteシリーズでは初めての2モデル展開となった。
ディスプレイは極限まで全画面に近づけた「Infinity-O Display」を搭載。アウトカメラはGalaxyのフラグシップシリーズでは伝統的だった中央から左上へと移動した。
キービジュアルやカラーは光や水をイメージ。メインカラーとなっている「オーラグロー」は向きによって様々な色に見えるとされている。ほかにも、Note10ではオーラブラック、オーラホワイト、オーラピンク、オーラレッド、Note10+ではオーラブラック、オーラホワイト、オーラブルーのカラーが用意されている。カラーバリエーションについては、#カラーバリエーションも参照。
電源キーとBixbyキーが統合され、左側に移動した。

#### カメラ
Note10シリーズすべてで12MPの広角レンズと12MPの望遠レンズ、16MPの超広角レンズを搭載しており、Note10+、Note10+ 5Gには深度測定用のToFカメラが追加されている。これにより、拡張現実(AR)や3D機能の向上が図られ、景色の中に自由に落書きができるAR Doodle、ものや人をスキャンすることで3Dにデータ化できる3Dスキャナー、画面上でものの長さを測定するクイック測定などの機能が使用できる。背景ボケ機能(ライブフォーカス)は、動画でも使用できるようになり、動画内に映る被写体の背景をぼかすことができる。また、動画をズームしながら撮影すると、周囲の音をコントロールし、ズームした部分で流れている音だけを捉えることができるズームインマイク機能も備える。その他にも、スーパー手ぶれ補正機能により、動画撮影時の手ブレ補正がより強化された。シーン判別機能、F値切り替え機構（デュアルアパチャー、広角レンズのみ）なども引き続き利用可能。
また、インカメラは、10MPの画面上カメラを備える。カメラソフトウェアには、ユーザーを支援する新しい「ショット提案」機能、「アーティスティックライブフィルター」、およびInstagramの投稿やストーリーに直接投稿する機能などが追加された。また、アウトカメラ、インカメラともに4K60fpsビデオ録画とHDR10+をサポートしている。

#### Sペン
Sペンは従来のBluetoothを利用したリモコン操作に加え、手でペンを回したり、左右にフリックしたりという簡単なジェスチャーでの遠隔操作ができるようになった。この機能は、サードパーティアプリも対応することができる。さらに、Galaxy NotesアプリではSペンで書いた手書き文字をテキストに変換することができるようになった。その他、カメラのAR Doodle機能では、Sペンを使った落書きもできる。

#### 音響
スピーカーはサムスングループ傘下であるハーマン・インターナショナルの音響ブランド「AKG」がチューニングしたステレオ構成。Dolby Atmosに対応する。3.5mmイヤホンジャックは廃止となり、付属のAKGブランドのイヤホンのコネクタにはUSB Type-Cが採用されている。USB Type-Cから3.5mmイヤホンジャックへの変換ケーブルは付属しない。

#### バッテリー
Note10とNote10 5Gは3500mAh、Note10+とNote10+ 5Gは4300mAhのバッテリーを搭載。さらに、Note10+、Note10+ 5Gでは45Wの超高速充電により、30分の充電でおおよそ1日の使用が可能。また、人工知能(AI)がバッテリーの使用時間や使用状況を分析し、バッテリーを最適化するインテリジェントバッテリー機能も引き続き搭載する。ワイヤレス充電のQiに対応、Fast Wireless Charging 2.0によって高速化されている。その他、他のQi(ワイヤレス充電)に対応したスマートフォンやスマートウォッチ、ワイヤレスイヤホンなどに給電できるワイヤレスパワーシェア機能も引き続き搭載する。

#### ストレージとメモリ、冷却機能
内部ストレージは最低256GB、最大で512GBとなる。Note10+とNote10+ 5Gでは最大1TBまでのmicroSDカードに対応している。RAMは最大12GB。また、新たにベイパーチャンバー冷却システムにより、快適なゲームプレイ等が可能。

#### パソコンとの接続
GalaxyのPC接続機能「DeX」は、Windows搭載パソコン、またはMacと端末を接続させることでパソコンとおなじような操作感を得られ、ドラッグ&ドロップでのデータ移行も簡単になる。また、Windows搭載パソコンではDeX以外にもMicrosoftのスマートフォン同期アプリによってワイヤレスで接続し、通知をパソコンで受け取ったり、データをスムーズに移動させることができる。

#### その他
Galaxy Note10シリーズのすべてのモデルに搭載されるSペンは、IP68の防水防塵に対応。セキュリティはAndroid標準セキュリティに加え、独自のKnoxシステムを搭載。ロック解除は指紋認証、顔認証に対応。パスワード、PIN、パターンも利用できる。標準アシスタントであるBixbyも引き続き搭載。Bixbyにすぐにアクセスできる物理ボタンであるBixbyキーは廃止された。また、国際連合（国連）とのパートナーシップにより、持続可能な開発目標(The Global GOALS、SDGs)の達成に向けた専用アプリ「Galaxy Global Goals」をリリースしている。このアプリではグローバル目標の統計や進捗状況をフォローしたり、目標ごとに広告視聴による寄付または直接寄付することができる。

### ソフトウェア
初期標準搭載のOSはGoogleが開発するAndroid 9.0 Pie。Galaxy独自のOne UIを備える。Sペンでの描画のカスタマイズ画面はUIを従来のものから一新している。Android 10ベースのOne UI 2へのアップデートが可能。

## カラーバリエーション
- グローバルカラー
グローバル発表時に発表された、全世界市場向けカラー。
- 販売国限定カラー
グローバル発表時に発表された、一部の国と地域向けカラー。
- グローバル追加カラー
多くの市場向けに、追加で発表されたカラー。
- 地域限定追加カラー
一部の国と地域向けに追加が発表されたカラー。

| カラー | カラー名       | 販売状況         | Note10 | Note10+ | 日本発売                            |
| ------ | -------------- | ---------------- | ------ | ------- | ----------------------------------- |
|        | オーラグロー   | グローバルカラー | ○      | ○       | au・楽天モバイルからNote10+         |
|        | オーラブラック | グローバルカラー | ○      | ○       | ドコモ・au・楽天モバイルからNote10+ |
|        | オーラホワイト | グローバルカラー | ○      | ○       | ドコモからNote10+                   |
|        | オーラピンク   | グローバルカラー | ○      | ☓       | ☓                                   |
|        | オーラレッド   | グローバルカラー | ○      | ☓       | ☓                                   |
|        | オーラブルー   | グローバルカラー | ☓      | ○       | ☓                                   |

## グローバル展開
ほとんどの国と携帯電話キャリアでは、Galaxy Note10とGalaxy Note10+を展開している。また、すでに5Gサービスが開始された20カ国を超える国では、Galaxy Note10+ 5Gが加えて展開されている。Galaxy Note10 5Gは韓国などのごく一部の地域でGalaxy Note10、Note10+、Note10+ 5Gに加えて展開されている。
また、スターウォーズとのコラボレーションモデルであるGalaxy Note10+ Star Wars Special Ediationがアメリカ、オーストラリア、デンマーク、フィンランド、フランス、ドイツ、香港、韓国、ノルウェー、ロシア、スペイン、スウェーデン、トルコ、UAE、イギリス、日本などの約14カ国でホリデーシーズンに合わせ、展開されている。

## 日本における展開
NTTドコモ、KDDI（au・沖縄セルラー電話）、楽天モバイルからGalaxy Note10+のみが販売されている。Galaxy Note10や、その他5Gモデルの正式販売は行われていない。販売は、NTTドコモ、KDDI、楽天モバイルの公式オンラインショップ、直営店、家電量販店、Galaxy Harajukuなどで行われている。NTTドコモはオーラホワイトとオーラブラック、Galaxy Note10+ Star Wars Special Editionを販売。KDDIと楽天モバイルはオーラグローとオーラブラックを販売。

## ギャラリー

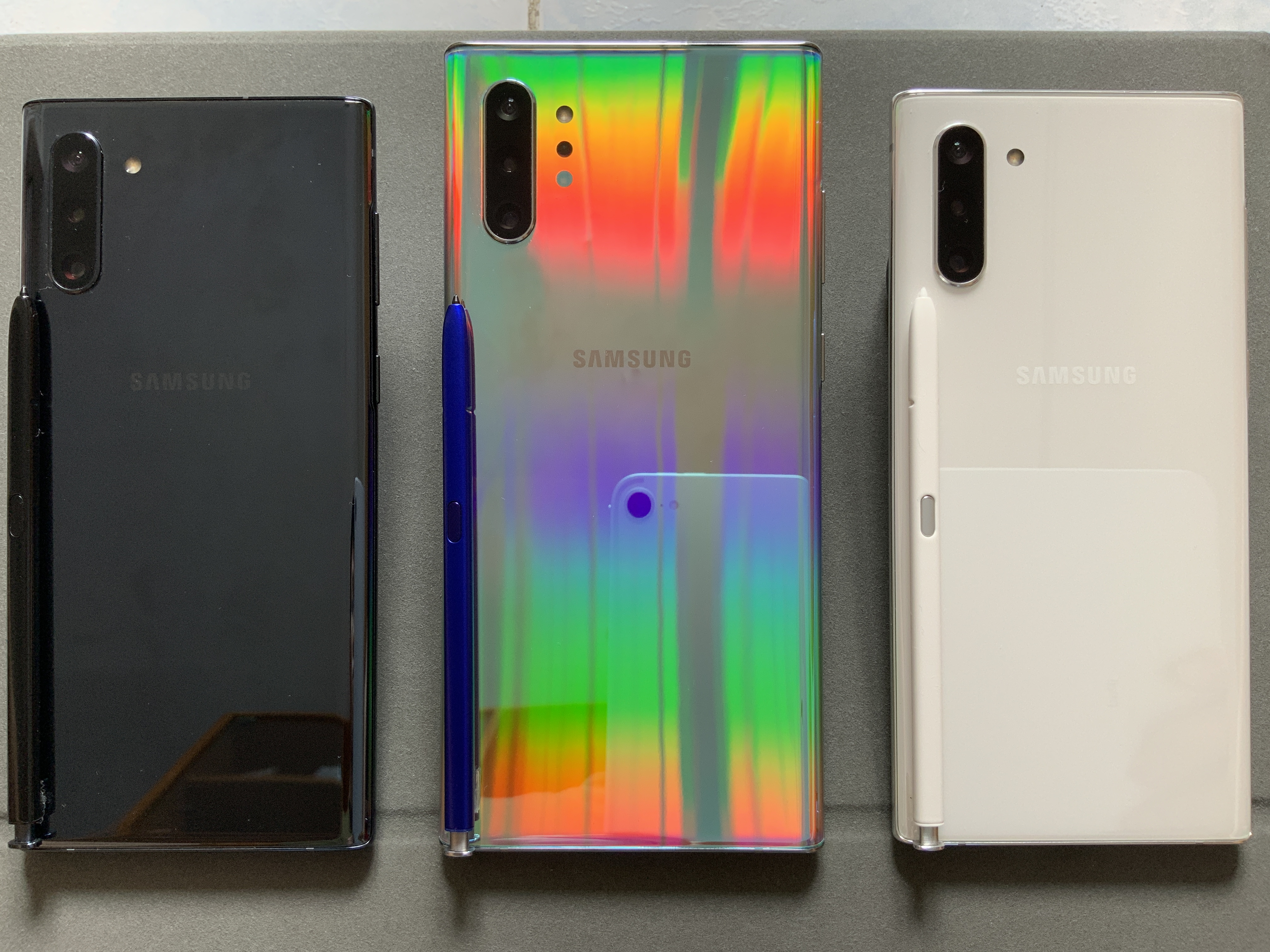
S Pen stylus
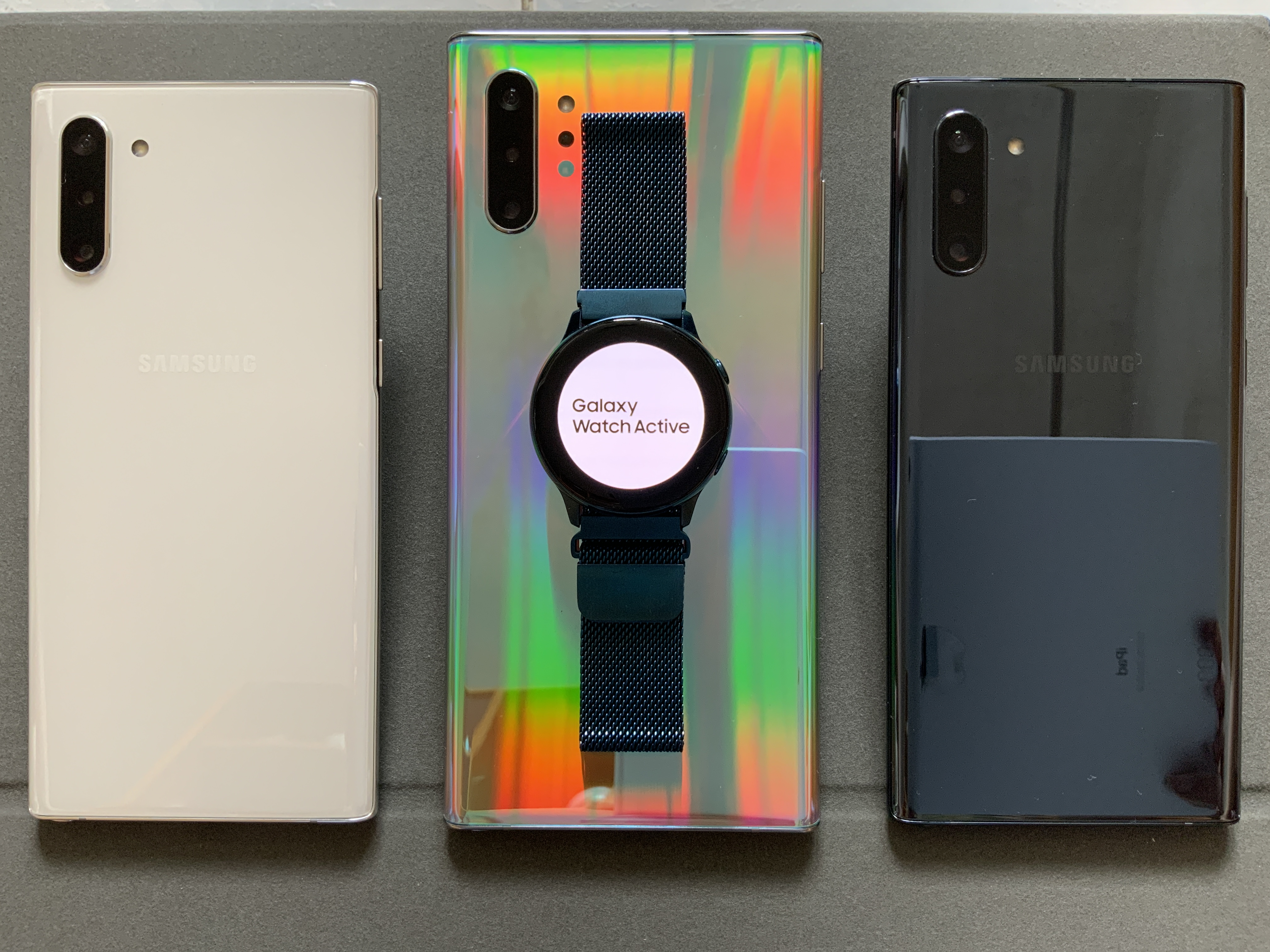
Wireless Power Share
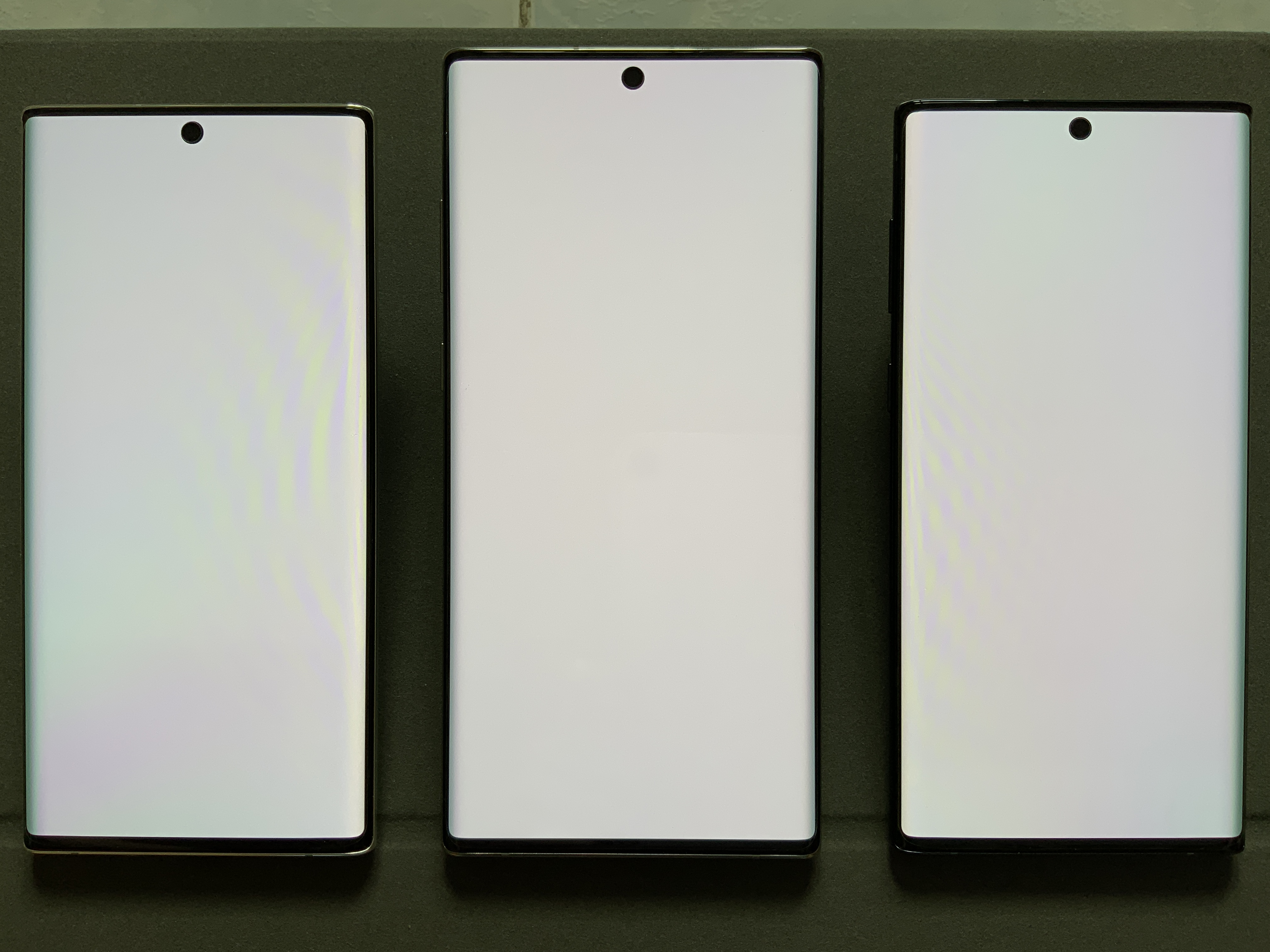
Infinity-O Display
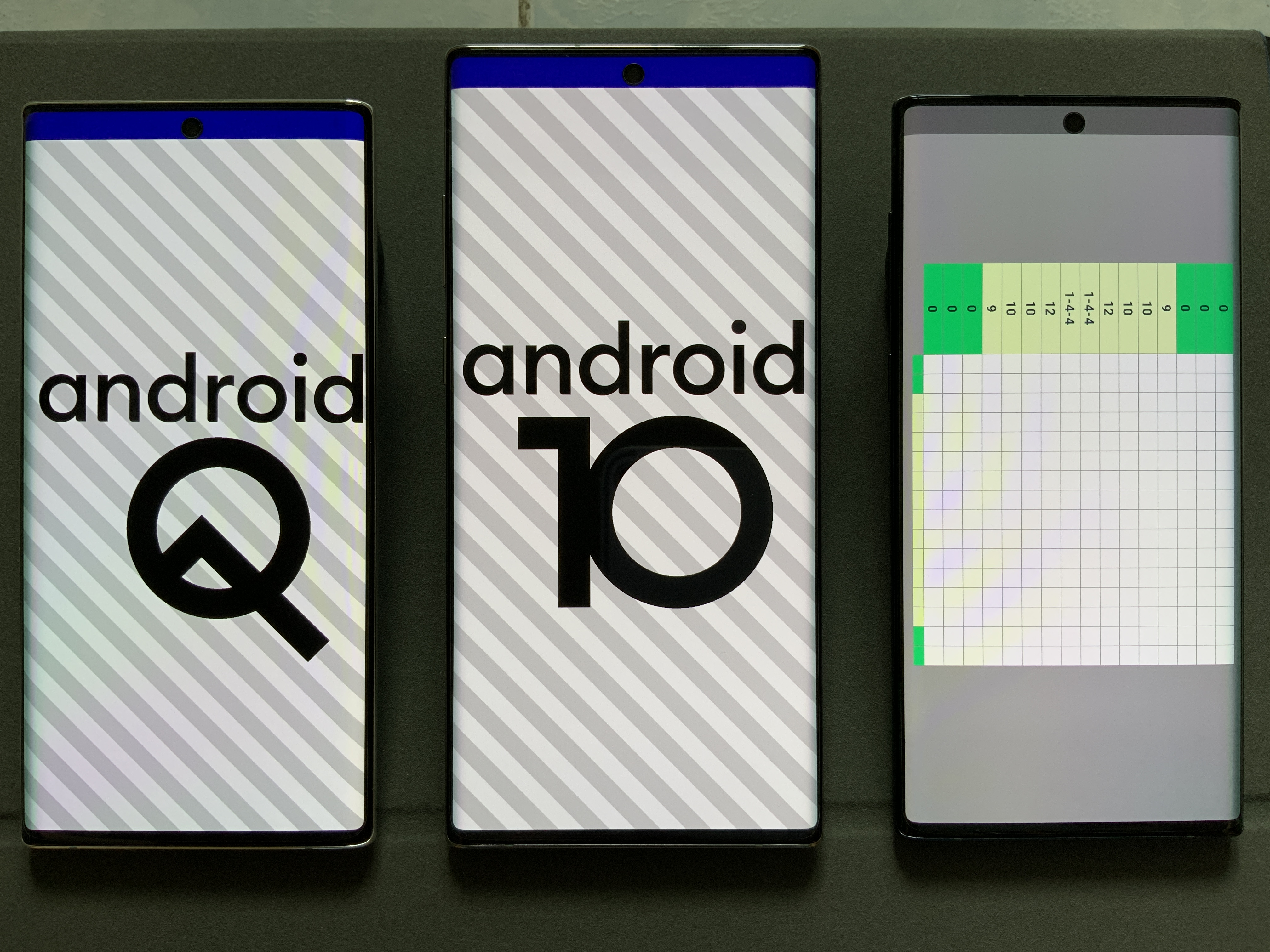
Android OS
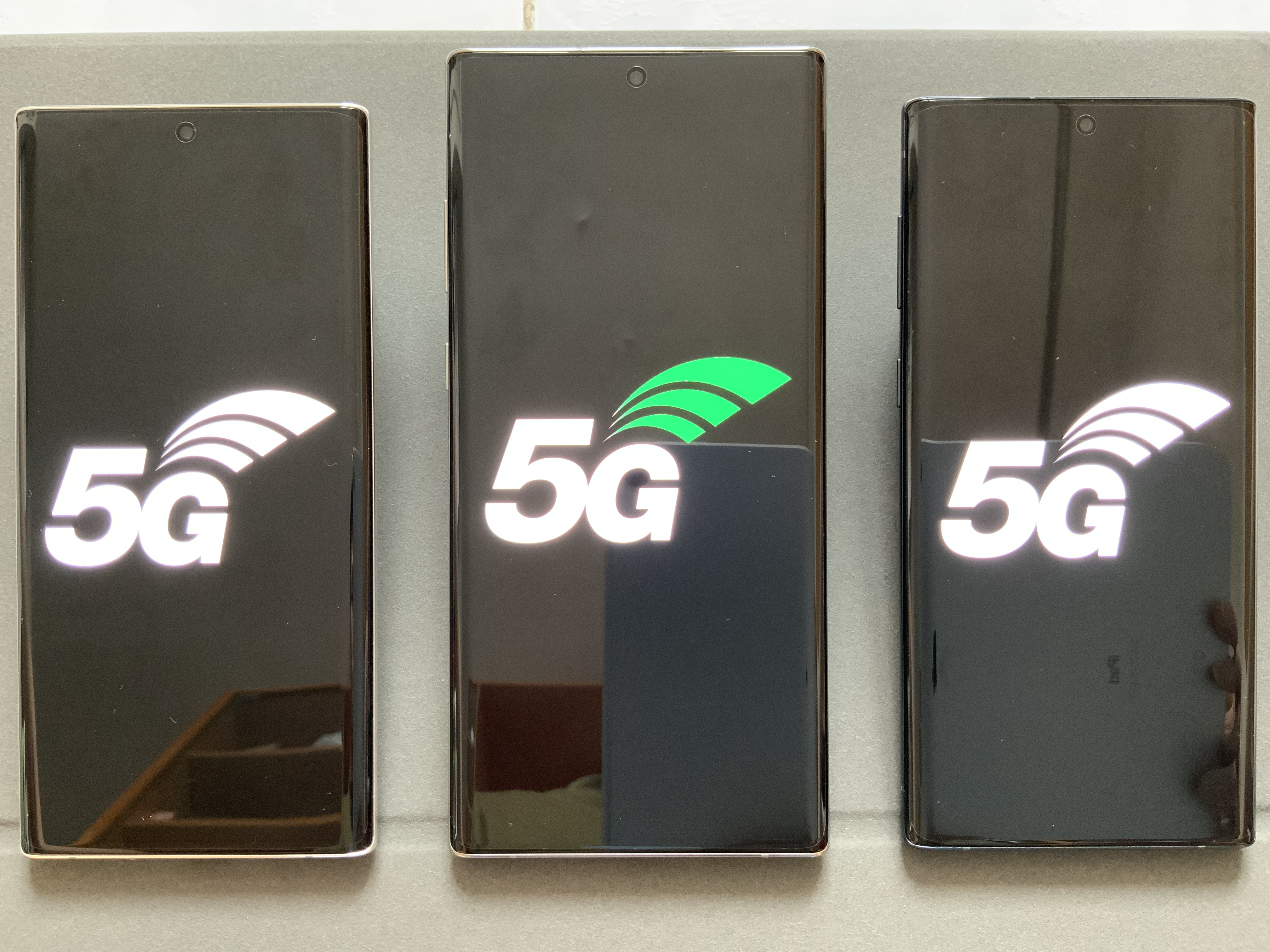
5G Connection